# 알프레드 브로턴
알프레드 데이비스 데본셔 브로턴 경(Sir Alfred Davies Devonsher Broughton, 1902년 10월 18일 ~ 1979년 4월 2일)은 영국의 노동당 정치인이자 의사로, 1949년부터 사망할 때까지 배틀리 및 몰리의 하원의원이었다.

## 배경
알프레드 데이비스 데본셔 브로턴은 1902년에 태어났다. 그의 가족은 수십 년 동안 배틀리에서 의사로 활동했다. 그는 로살 학교, 다우닝 칼리지, 케임브리지, 그리고 런던 병원에서 교육을 받았다. 가족의 발자취를 따라 배틀리에서 일반의로서 경력을 쌓았다. 제2차 세계 대전 중에는 민방위와 영국 왕립 공군의 의료 부문에서 일했다. 그는 1946년부터 1949년까지 배틀리 시의회 의원이었다.
브로턴은 두 번 결혼했으며 첫 결혼에서 두 자녀를 두었다.

## 의회 경력
브로턴은 1949년 보궐선거부터 배틀리 및 몰리의 하원의원으로 재직했다. 1960년에는 야당의 원내총무직을 맡았다. 그러나 1970년대 내내 브로턴의 건강은 기관지염으로 인해 악화되었고, 그는 대부분의 시간을 요크셔의 병원에서 보냈다. 노동당 정부의 과반수 상실로 인해 그의 치료는 자주 중단되었고, 그는 중요한 투표에 참여하기 위해 런던으로 이동하여 '고개를 끄덕여 통과'하는 방식으로 투표해야 했다. 건강상의 이유로 사임을 고려했지만, 당내 일부 인사들이 노동당이 보궐선거에서 의석을 성공적으로 방어할 수 있을지 불확실하다고 여겼기 때문에 브로턴은 결국 사임하지 않기로 결정했다.

### 1979년 불신임 투표와 사망
1979년 3월 28일, 정부는 불신임 투표에 직면했는데, 이때 브로턴은 배틀리 자택에서 위독한 상태였다. 브로턴의 주치의들은 그를 매우 염려하여 여행하지 말 것을 강력히 권고했다. 브로턴은 자신의 죽음이 임박했음을 알았지만, 여전히 정부와 함께 투표하기 위해 기꺼이 오려고 했다. 그러나 부원내총무 월터 해리슨은 제임스 캘러헌 총리의 동의를 얻어 그에게 그렇게 요청하는 것은 받아들일 수 없다고 결정했다. 구급차 이동 중에 그가 사망할 수도 있었기 때문이다. 정부는 한 표 차이로 패배했다. 만약 브로턴이 참석했다면, 하원 의장 조지 토마스가 데니슨 의장 규칙에 따라 현상 유지를 지지하며 동률을 깼을 것이므로, 정부는 살아남았을 것이다. 브로턴은 닷새 후 76세의 나이로 사망했다.

## 대중문화
2009년 6월 8일, 브로턴과 1979년 불신임 투표에 대한 오후 연극 'How Are You Feeling, Alf?'가 BBC 라디오 4에서 방영되었다. 이 연극은 제임스 그레이엄이 썼고, 데이비드 라이얼이 브로턴 역을, 말콤 티어니가 제임스 캘러헌 역을 맡았다. 3년 후 그레이엄은 내셔널 시어터에서 처음 상연된 이 집이라는 연극을 썼는데, 이는 1970년대의 정치 상황을 확장시킨 것으로 브로턴이 주요 인물로 등장한다.
브로턴은 ITV 스튜디오 TV 프로그램 유토피아 (2013년 드라마) 시즌 2 에피소드 1에서도 투표를 좌우하려는 음모의 일부로 언급된다.